# كانتاس لانك
كانتاس لانك (بالإنجليزية: QantasLink)‏ هي العلامة التجارية الإقليمية لشركات الطيران الأسترالية كانتاس وهي شركة الطيران الإقليمية السياحية الأسترالية الرئيسية في أستراليا وهو عضو التابعة لتحالف شركات الطيران ون وورلد وهي المنافسة الرئيسية للتعبير عن الخطوط الجوية الإقليمية وفيرجن أستراليا.

## الأسطول
| الطائرات         | النشاط | الطلبيات | الركاب |
| ---------------- | ------ | -------- | ------ |
| بوينغ 717-200    | 18     | 2        | 350    |
| بومباردييه داش 8 | 50     | 4        | 160    |
| فوكر 100         | 13     | مثال     | 100    |
| العدد النهائئ    | 81     | 6        | 610    |